# Un padre no tan padre
Un padre no tan padre es una película de comedia mexicana que se estrenó el 21 de diciembre de 2016. Fue escrita por Alberto Bremer y dirigida por Raúl Martínez, convirtiéndose así en su ópera prima. Producido por Panorama Global y protagonizado por Héctor Bonilla, Benny Ibarra, Jacqueline Bracamontes y Natália Subtil, este largometraje recaudó un total de 69 millones de pesos mexicanos en las tres primeras semanas posteriores a su estreno, consiguiendo así, entrar en el Top Ten de las películas más taquilleras del 2016 en México.
Un padre no tan padre, grabada en diferentes localizaciones de San Miguel de Allende, Guanajuato, acudió al Festival Internacional de Cine en Morelia (FICM) en 2016.
Nominada en 2017 a dos premios Diosas de Plata y a dos premios Luminus, la historia relata como Don Servando (Héctor Bonilla), a pesar de su exigencia y necesidad de hacer todo como él quiere, consigue adaptarse a una vida completamente diferente con su hijo Fran (Benny Ibarra), la novia de este (Jacqueline Bracamontes), su nieto Rene (Sergio Mayer Mora) y varios desconocidos más que le harán comprender lo verdaderamente importante de la vida.
La película no está recomendada para menores de 13 años.
La secuela, Una navidad no tan padre, se estrenó en el 2021.

## Argumento
Un viejo y malhumorado Don Servando (Héctor Bonilla) es expulsado de su residencia de ancianos por mal comportamiento y trato a sus compañeros y trabajadores del centro. Es el momento en el que -a pesar de su falta de ganas- se va a vivir con su hijo Francisco (Benny Ibarra), el menor de todos ellos.Éste convive con su pareja Alma (Jacqueline Bracamontes), su hijo Rene (Sergio Mayer Mori) -fruto de una relación anterior-, y el resto de su comunidad "hippie". 
Los primeros días de convivencia se convierten en un desafío para todos, incluido el propio Don Servando, que tiene que acostumbrarse a muchos hábitos con los que no está familiarizado. Una pareja homosexual, un enfermo fumador de marihuana, una abuela moderna y demás compañeros de casa harán que Don Servando pueda abandonar su furia por las diferencias de lo que le rodean con respeto, amor y comprensión.

## Reparto
- Héctor Bonilla como Don Servando.
  - Sergio Bonilla como Don Servando joven.
- Benny Ibarra como Francisco.
- Jacqueline Bracamontes como Alma.
- Camila Seler como Carla.
- Zamia Fandiño como Mirtala.
- Arturo Barba como Bill.
- Rafael Simón como Greg.
- Eduardo Tanus como Memo.
- Gabriel Nuncio como Padre Jorge.
- Natália Subtil como Gio.
- Sergio Mayer Mori como Rene.
- Octavio Anza como Homero.
- Tina French como Gina.
- Tim Ross como Ed
- Yulian Díaz como Orlando.
- Jaime Del Águila como Enfermero Rene.
- Sandra Sánchez Cantú como Felipa.[1]

## Producción
Panorama global es un conglomerado de producción con base en México dedicado al entretenimiento. Esta productora dispuso el estreno oficial de Un padre no tan padre en todas las salas de cine Cinépolis el 23 de diciembre de 2016 y su distribución a través de la plataforma Netflix, algo que dejó de ocurrir pasado el tiempo. 

### Rodaje
El rodaje se realizó en diferentes espacios de la localidad de San Miguel de Allende, ciudad del estado de Guanajuato.

### Banda sonora
La canción y letra “Amar de Nuevo”, de Benny Ibarra, fue lanzada de manera oficial el 4 de diciembre de 2016. Es la canción, tema y soundtrack de la película. Esta, nominada a “mejor canción original” para el premio Diosas de Plata, no lo obtuvo finalmente.

## Lanzamiento

### Calificación por edades
La película no está recomendada para menores de 13 años.

### Mercadotecnia
La película tuvo una amplia estrategia de marketing, algo que pudo hacerse visible gracias a su nominación al premio Luminus por la "mejor campaña publicitaria".

### Estreno
La película se estrenó en México el 21 de diciembre de 2016 y el 27 de diciembre de 2016 en EE. UU.
El mismo día del estreno de la película, Benny Ibarra -uno de los protagonistas- estrenaba también la película "Sing" donde doblaba al personaje de Koala.

## Recepción

### Comercial
En las tres primeras semanas que estuvo en cartelera en México obtuvo una recaudación superior a los 69 millones de pesos mexicanos. Siendo vista por más de un millón y medio de personas se convirtió así en una de las cinco películas más taquilleras de México en ese año.
La recaudación total de la película alcanzaría los 86 millones de pesos mexicanos, lo que serían 4 millones de dólares y 3´8 millones de euros.

### Crítica
Las páginas de clasificación de películas no otorgan más que un aprobado a Un padre no tan padre, destacando la actuación del protagonista principal, Héctor Bonilla, como Don Servando. 
"Un relato moralino de inclusión y reconciliación" comentaba Alejandro Alemán para el diario El Universal, pero, como sostenía Jesús Chavarría para Cine Premiere, "puede funcionar para quien busque una película amable, sin complicaciones".

## Premios y nominaciones
Un padre no tan padre recibió nominaciones para los premios Luminus por "mejor actor" para Héctor Bonilla y por "mejor campaña publicitaria", y para los premios Diosas de Plata por "mejor actor revelación" para Segio Mayer Mori y "mejor canción original" por Amar de Nuevo de Benny Ibarra.
| Año  | Premio          | Categoría                                  | Resultado |
| ---- | --------------- | ------------------------------------------ | --------- |
| 2017 | Diosas de Plata | Mejor actor revelación (Sergio Mayer Mori) | Nominado  |
| 2017 | Diosas de Plata | Mejor canción original (Benny Ibarra)      | Nominado  |
| 2017 | Luminus         | Mejor campaña publicitaria                 | Nominado  |
| 2017 | Luminus         | Mejor actor (Héctor Bonilla)               | Nominado  |